# Ebosia vespertina
Ebosia vespertina là một loài cá biển thuộc chi Ebosia trong họ Cá mù làn. Loài này được mô tả lần đầu tiên vào năm 2015.

## Từ nguyên
Từ định danh vespertina bắt nguồn từ tiếng Latinh, theo các tác giả mang nghĩa là "ở hướng tây", hàm ý đề cập đến phân bố của loài cá này nằm ở xa về phía tây so với các loài trong chi.

## Phân bố
E. vespertina hiện được biết đến ở ngoài khơi Mozambique, bờ đông Nam Phi (khoảng giữa vĩ độ 18° và 29° nam), và phía đông nam Madagascar. Các mẫu vật được thu thập ở độ sâu khoảng 54–110 m.

## Mô tả
Chiều dài cơ thể lớn nhất được ghi nhận ở E. vespertina là 11 cm. Có một đốm phía trên gốc vây ngực và các đốm trên màng vây ngực tương đối lớn. Các tia mềm của vây lưng và vây hậu môn, cũng như vây đuôi và vây ngực có màu phớt vàng ở con đực.
Số gai ở vây lưng: 13; Số tia vây ở vây lưng: 9–10; Số gai ở vây hậu môn: 3; Số tia vây ở vây hậu môn: 7–8; Số tia vây ngực: 17–18.